# Teheivarii Ludivion
Teheivarii Ludivion, né le 1er juillet 1989, est un footballeur international tahitien.

## Carrière
Ludivion fait ses débuts professionnels avec l'AS Vénus. Après avoir joué pour l'équipe des moins de 20 ans de Tahiti, il fait ses débuts sous le maillot national lors de la Coupe de l'Outre-Mer 2010. Retenu pour jouer les Jeux du Pacifique de 2011, il marque le premier but de sa carrière internationale contre la modeste équipe des Kiribati.
En 2012, il joue quatre des cinq matchs de l'aventure de l'équipe de Tahiti qui remporte la Coupe d'Océanie 2012. Peu de temps après, il est transféré à l'AS Tefana, club-phare de la Polynésie française.

## Palmarès
- Vainqueur de la Coupe d'Océanie en 2012 avec l'équipe de Tahiti